# 沙冬青属
沙冬青属（学名：Ammopiptanthus）为豆科的一个属。本属有2种，产于亚洲中部的荒漠地区。

## 下属物种
本属包括以下物种：
- 沙冬青 Ammopiptanthus mongolicus (Maxim. ex Kom.) S.H.Cheng
- 小冬青 Ammopiptanthus nanus (Popov) S.H.Cheng